# Construction Project Information Committee
El CPIC o Construction Project Information Committee (en español, Comité de Información para los Proyectos de la Construcción) es un organismo británico responsable de proporcionar asesoramiento sobre la mejor ejecución del contenido, la forma y la preparación de la información sobre la producción en la construcción, y asegurar que esta mejores prácticas sean diseminadas por toda la industria británica de la construcción. El Comité está formado por representantes de las principales empresas de esta industria británica, asegurando así que el asesoramiento que CPIC proporciona tenga una base sólida dentro de toda las ramas de esta industria.